# 涅普里亞德瓦河
涅普里亞德瓦河（俄语：Непрядва），是俄罗斯图拉州顿河的右支流。涅普里亞德瓦河長67公里，流域面积達799平方公里。 
1380年夏末，涅普里亞德瓦河河口附近發生了库利科沃战役。